# Ozero Gusinoje (korvsjö)
Ozero Gusinoje (ryska: Озеро Гусиное) är en korvsjö i Belarus.   Den ligger i voblasten Homels voblast, i den centrala delen av landet, 230 km sydost om huvudstaden Minsk. Ozero Gusinoje ligger 112 meter över havet.
I omgivningarna runt Ozero Gusinoje växer i huvudsak blandskog. Runt Ozero Gusinoje är det ganska glesbefolkat, med 24 invånare per kvadratkilometer.